# احمد اسماعیل‌پور
احمد اسماعیل‌پور (زاده ۱۷ شهریور ۱۳۶۷ در ساوه) بازیکن فوتسال اهل ایران است که برای باشگاه فوتبال کراپ قزوین در پست مهاجم بازی میکند. وی درسال ١٣٩٧ با ۶۴ گل در٢٣ بازی آقای گل لیگ فوتسال چین شد.  

## دوران باشگاهی
اسماعیل‌پور در سال ۱۳۹۰ به عنوان آقای گل سیزدهمین دوره لیگ برتر فوتسال ایران دست یافت.
وی در سال ۱۳۹۱ به عنوان آقای گل چهاردهمین دوره لیگ برتر فوتسال ایران دست یافت. 
همچنین در سال ۱۳۹۱ به عنوان آقای گل سومین دوره جام باشگاه‌های آسیا دست یافت.
احمد اسماعیل‌پور  در سال ۱۳۹۲ به عنوان آقای گل پانزدهمین دوره لیگ برتر فوتسال ایران دست یافت.

## زندگی شخصی
او متولد ۱۷ شهریور ۱۳۶۷ در ساوه است. اصالتاً وی گیلانی و اهل شهر کلاچای می باشد. او هم‌اکنون عضو باشگاه فوتسال کراپ الوند است.

## افتخارات
- آقای گلی لیگ برتر فوتسال ایران در سال ۱۳۹۰ با ۳۲ گل
- آقای گلی لیگ برتر فوتسال ایران در سال ۱۳۹۱ با ۲۹ گل به‌طور مشترک با علی اصغر حسن‌زاده
- آقای گلی لیگ برتر فوتسال ایران در سال ۱۳۹۲ با ۲۵ گل به‌طور مشترک با فرهاد فخیم
- ۴ قهرمانی در لیگ برتر فوتسال ایران در سال ۱۳۸۸ با فولاد ماهان و در سال ۱۳۸۹ با شهید منصوری قرچک و در سال ۱۳۹۰ با شهید منصوری قرچک و در سال ۱۳۹۱ با گیتی‌پسند اصفهان
- قهرمانی در جام باشگاه‌های آسیا به همراه فولاد ماهان در سال ۱۳۸۸
- نایب قهرمانی در جام باشگاه‌های آسیا به همراه شهید منصوری قرچک در سال ۱۳۹۰
- کسب عنوان سومی قهرمانی فوتسال آسیا ۲۰۱۲ به همراه تیم ملی فوتسال ایران
- قهرمانی در جام باشگاه‌های آسیا به همراه گیتی‌پسند اصفهان در سال ۱۳۹۱
- آقای گلی جام باشگاه‌های آسیا در سال ۱۳۹۱ با ۹ گل
- نایب قهرمانی در جام باشگاه‌های آسیا به همراه گیتی‌پسند اصفهان در سال ۱۳۹۲
- نایب قهرمانی در لیگ برتر فوتسال ایران در سال ۱۳۹۲ با گیتی‌پسند اصفهان
- نایب قهرمانی قهرمانی فوتسال آسیا ۲۰۱۴ به همراه تیم ملی فوتسال ایران
- نایب قهرمانی در لیگ برتر فوتسال ایران در سال ۱۳۹۳ با گیتی‌پسند اصفهان
- مقام سوم مسابقات جام جهانی ۲۰۱۶ کلمبیا به همراه تیم ملی فوتسال ایران
- کسب عنوان سومین بازیکن برتر مسابقات جام جهانی ۲۰۱۶ کلمبیا و توپ برنز مسابقات